# Henk van Roodselaar
Johannes Hendrikus (Henk) van Roodselaar (Schoten, 6 augustus 1918 – Haarlem, 23 december 1993) was een Nederlands voetballer. De aanvaller speelde twaalf seizoenen voor EDO.

## Laatbloeier
Henk ('Buikie') van Roodselaar was een laatbloeier. Pas op zijn 27e maakte hij zijn debuut in het eerste elftal van EDO.
Hij begon met voetbal in de jeugd van RCH. Bij de overgang naar de senioren kwam hij in het 11e elftal. Daarna klom hij langzaam op naar het reserveteam RCH 2 maar de hoofdmacht bleef buiten bereik.
In 1943 vroeg hij overschrijving aan naar EDO. Door de wachttijd en het laatste oorlogsjaar, waardoor de competitie 1944/45 stillag, kon hij pas in september 1945 zijn debuut maken. Zijn eerste competitietreffer scoorde hij voor EDO op 11 november 1945 in de uitwedstrijd tegen Hermes DVS. Hij maakte de 0-1 maar EDO verloor met 4-2. 

## Clubtopscorer
EDO beleefde in de tweede helft van de jaren veertig zijn topperiode. Met doelman Joop Wille, Joop Odenthal en Henk Schijvenaar bezat de club drie internationals.
Henk van Roodselaar ontpopte zich tot een veel scorende spits die maar weinig kansen nodig had. Hij kreeg vaker het verwijt dat hij 'niet kon voetballen' maar toch de doelpunten maakte. Vanaf het seizoen 1946/47 was hij tien jaar op rij de topscorer van de Haarlemse club. 

## Kampioensjaar
Het hoogtepunt in de clubhistorie van EDO was het seizoen 1947/48. Feijenoord was op weg naar het kampioenschap in de Eerste klasse van het district West II. De Rotterdammers verspeelden in de laatste drie duels hun voorsprong van drie punten (oude telling) door slechts een keer te winnen. Terwijl EDO zijn laatste drie wedstrijden won en langszij kwam. Daardoor was een beslissingswedstrijd nodig. In de reguliere competitie kon EDO niet winnen van Feijenoord (0-0 en 0-1). 
De kampioenswedstrijd vond plaats in het Olympisch Stadion in Amsterdam op 21 maart 1948. EDO verraste en nam binnen een halfuur een 2-0 voorsprong door Henk van Roodselaar. Uit een vrije trap van Henk Schijvenaar vanaf de middellijn kopte Van Roodselaar de 1-0 binnen. Even later zorgde de EDO-spits voor de 2-0. Feijenoord kwam niet verder dan de 2-1 van Piet Steenbergen.
In de nationale titelstrijd eindigde EDO als vierde (van de zes) achter landskampioen BVV.

## Profvoetbal
Henk van Roodselaar was 36 jaar toen in 1954 het beroepsvoetbal werd ingevoerd in Nederland. Hij speelde nog drie seizoenen als prof en nam in 1957 afscheid. Op zaterdag 25 mei was de uitwedstrijd tegen AGOVV (6-4 verlies) zijn allerlaatste duel.

## Privé
Hij trouwde op 15 juli 1942 in Haarlem met Christina Smit. Ze kregen vijf kinderen: Jopie, Tineke, Jannie, Bep en Henk. 
Van Roodselaar was van beroep stratenmaker. Hij overleed op 75-jarige leeftijd in 1993 in Haarlem. Hij werd begraven op de algemene begraafplaats in Heemstede.

## Clubstatistieken
| Seizoen | Club   | Land      | Competitie                   | Wed. | Goals |
| ------- | ------ | --------- | ---------------------------- | ---- | ----- |
| 1945/46 | EDO    | Nederland | Eerste klasse West I         | ?    | 6     |
| 1946/47 | EDO    | Nederland | Eerste klasse West I         | ?    | 14    |
| 1947/48 | EDO    | Nederland | Eerste klasse West II        | ?    | 7     |
| 1948/49 | EDO    | Nederland | Eerste klasse West II        | ?    | 17    |
| 1949/50 | EDO    | Nederland | Eerste klasse West II        | 17   | 13    |
| 1950/51 | EDO    | Nederland | Eerste klasse C              | 21   | 14    |
| 1951/52 | EDO    | Nederland | Eerste klasse A              | 26   | 21    |
| 1952/53 | EDO    | Nederland | Eerste klasse A              | 25   | 12    |
| 1953/54 | EDO    | Nederland | Eerste klasse B              | 25   | 19    |
| 1954/55 | EDO    | Nederland | Eerste klasse B (Afgebroken) | 9    | 4     |
| 1954/55 | EDO    | Nederland | Eerste klasse B              | 26   | 15    |
| 1955/56 | EDO    | Nederland | Hoofdklasse B                | 33   | 9     |
| 1956/57 | EDO    | Nederland | Eerste divisie B             | 19   | 4     |
| Totaal  | Totaal | Totaal    | Totaal                       | -    | 155   |